# Molus (bướm)
Thereus là một chi bướm ngày thuộc họ Lycaenidae.

## Hình ảnh

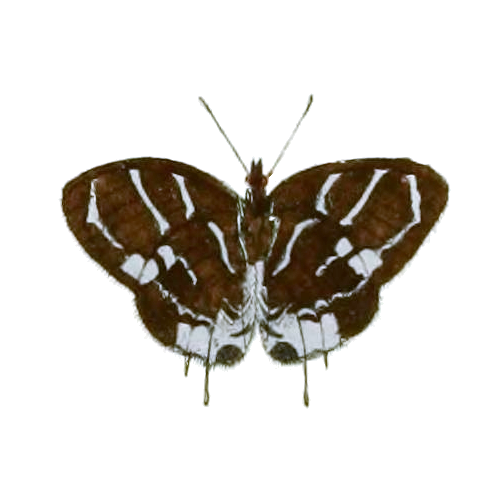